# Bell 222/230

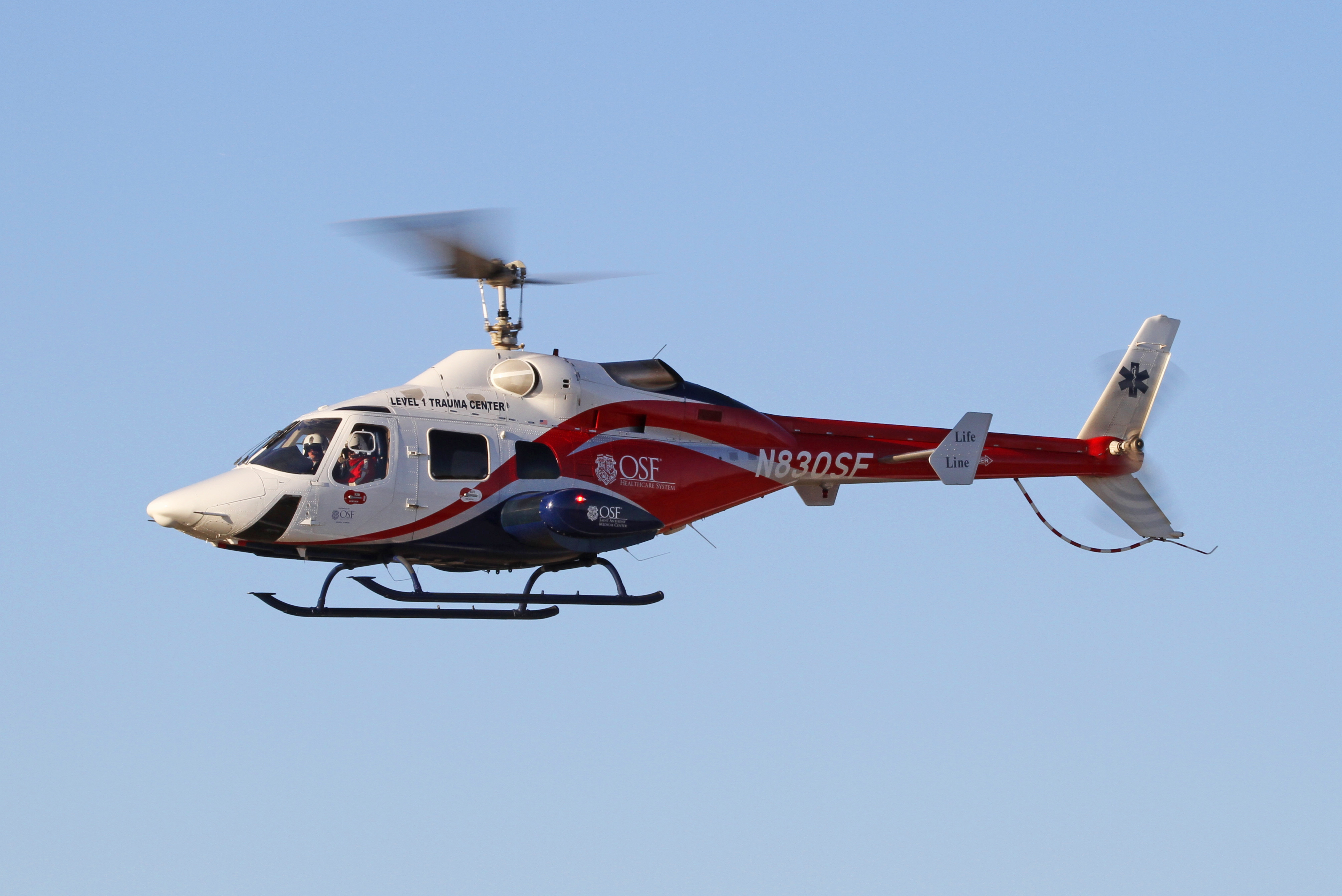
Bell 230

Bell 222 i 230 – lekki, dwusilnikowy śmigłowiec wielozadaniowy zbudowany przez firmę Bell Helicopter Textron. Bell 230 stanowi ulepszoną wersję Bell 222.

## Historia
Pod koniec lat sześćdziesiątych Bell zaczął projektować nowy lekki, dwusilnikowy śmigłowiec. Makieta nowego śmigłowca została zaprezentowana w styczniu 1974 roku. Bell 222 zawierał szereg zaawansowanych funkcji, w tym podwójny układ hydrauliczny i elektryczny oraz sponsony mieszczące chowane podwozie. Produkcję rozpoczęto w 1975 roku. Maszynę oblatano 13 sierpnia 1976 roku, zaś 16 sierpnia 1979 roku otrzymał certyfikat FAA. 20 grudnia 1979 roku maszynę dopuszczono do lotów VFR. Pierwsze dostawy rozpoczęto na początku 1980 roku. FAA certyfikowała maszynę do lotów według wskazań przyrządów z załogą jednoosobową (IFR) 15 maja 1980 roku. Produkcję zakończono w 1995 roku, zaś bezpośrednim następcą maszyny był śmigłowiec Bell 430, bazujący na modelu Bell 230.

## Wersje
- Bell 222 – pierwsza wersja produkcyjna, napędzana dwoma silnikami Honeywell (dawniej Lycoming) LTS101-650C-3.
- Bell 222B –  w 1982 roku Bell 222 otrzymał nowe silniki Honeywell LTS101-750C o mocy startowej 680 KM każdy oraz większy wirnik nośny.
- Bell 222B Executive – ulepszona wersja B, wyposażona w luksusowe wnętrze.
- Bell 222UT – wersja Bell 222B z płozami, wprowadzona w 1983 roku. Brak chowanego podwozia pozwolił na zastosowanie większych dodatkowych zbiorników paliwa.
- Bell 230 – W 1991 roku model 222B został zmodernizowany, otrzymując między innymi mocniejsze silniki.
- Bell 230 Executive – wersja transportowa.
- Bell 230 Utility – transportowa wersja wielozadaniowa.
- Bell 230 EMS – wersja medyczna wyposażona w jedne lub dwa nosze.
- Bell 222SP – w latach 90. niektóre Bell 222 zostały zmodyfikowane za pomocą silników Allison 250-C30G w celu poprawy wydajności i zwiększenia mocy.
- Bell 430 – wersja rozwojowa Bell 230 z mocniejszymi silnikami i czterołopatowym wirnikiem głównym.